# Estelle Vogein
Estelle Vogein, född 3 april 1976 i Metz i Frankrike, är en fransk handbollsspelare. Hon blev världsmästare med Frankrike 2003.

## Klubbkarriär
Estelle Vogein var trogen sin klubb Metz HB hela sin elitkarriär. Klubben dominerade fransk handboll vid den tiden och hon vann 10 franska mästerskap och tre cuptitlar med klubben. Vid klubbens femtioårsjubileum utsågs hon till klubben bästa vänstersexa genom tiderna.

## Landslagskarriär
Efter en operation av korsbandet i knäet, kund hon inte spela i VM 1999 i Norge där Frankrike tog silver. Hon hann inte rehabilitera skadan inför OS 2000 i Sydney. Hon återtog sin plats i det franska laget och deltog i EM 2000 i Rumänien där Frankrike slutade femma. Hon blev inte uttagen till VM 2001, och vid EM  2002 orsakade en skadad axel att hon missade EM 2002 i Danmark. Vid VM 2003, som spelades i Kroatien, vann hon sin första internationella medalj och blev världsmästare med Frankrike. Hon deltog också vid Olympiska sommarspelen 2004 i Aten där det franska laget placerade sig på fjärde plats. Hon debuterade i landslaget i november 1995 och gjorde sin sista landskamp 2005. Hon spelade 105 landskamper och gjorde 151 mål i landslaget.

## Meriter i klubblag
- i franska mästerskapet 1994, 1995, 1996, 1997, 1999, 2000, 2002, 2004, 2005 och 2006 med ASPTT Metz
- i franska cupen 1994, 1998 och 1999 med ASPTT Metz